# The Thomas Crown Affair
The Thomas Crown Affair (Brasil: Crown, O Magnífico / Portugal: O Grande Mestre do Crime) é um filme de assalto neo noir estadunidense de 1968, dirigido por Norman Jewison e estrelado por Steve McQueen e Faye Dunaway.